# Le Chant de l'ange Israfel
Le Chant de l'ange Israfel est une mélodie d'Augusta Holmès composée en 1892.

## Composition
Augusta Holmès compose Le Chant de l'ange Israfel sur un poème écrit par elle-même. L'œuvre existe en deux versions, l'une pour ténor, l'autre pour baryton en ré  majeur. Elle est dédiée à Suzette Lemaire et porte en incipit la citation du Coran « L'Ange Israfel, de qui le cœur est une lyre ». Elle est publiée la même année aux éditions Philippe Maquet,.